# 엘레아 학파

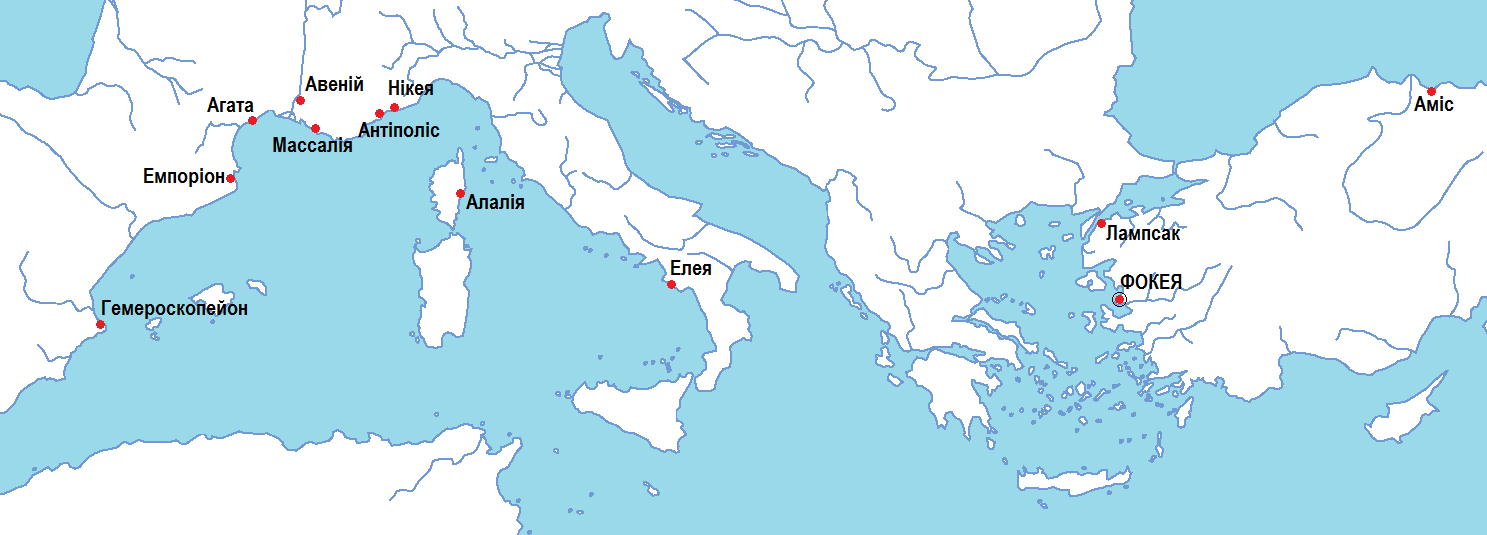
엘레아는 이탈리아 반도 남부에 위치한 그리스의 식민지였으며, 탈레스와 제논의 고향이었다.

엘레아 학파는 고대 그리스의 식민지 엘레아에서 발흥한 소크라테스 이전 철학 학파이다. 이 학파의 진정한 창시자는 파르메니데스(Parmenides)인데 콜로폰의 크세노파네스(Xenophanes)라고 하는 설도 있다. 중심지는 남이탈리아 소도시인 엘레아(Elea)이며 후계자로서는 엘레아의 제논(Zenon), 사모스의 멜리소스(Melissos) 등이 있다. 이 학파는 그때까지의 우주론적 사색을 반성하여 형이상학적인 사색을 전개해 나갔다. 유일한 것으로서 변화하지 않는 존재를 추구하였고, 영원의 유전(流轉)을 존재로 하는 헤라클레이토스와는 대조적인 입장이었다. 파르메니데스의 제자인 멜리소스는 원리를 불생(不生)·불멸이라 하였다. 영원과 무한을 주장하고 더욱이 존재자는 유일한 것으로서 무형(無形)이라고 하였다. 이 학파의 특색은 논증과 설득이라는 학(學)의 방법에 기여한 것이다.

## 역사
엘레아 학파의 이름은 이 학파의 주요 주창자인 파르메니데스와 제논의 고향인 남부 이탈리아의 그리스 도시, 엘레아(Ἐλέα)에서 유래하였다. 종종 이 학파를 크세노파세스가 창설했다고 하기도 하지만, 크세노파네의의 추측이 나중의 엘레아 학파의 신조의 부분을 형성한 것이 상당수 있어도 파르메니데스가 이 학파를 창설한 것으로 보는 것이 더욱 타당하다.
크세노파네스는 "신은 하나이자, 우상과 인간 사이에서 최고이며, 몸이나 마음 안에서 사멸할 것들과는 같지 않다"라는 믿음을 옹호하였다. 파르메니데스는 크세노파네스의 형이상학적 사상을 발전시켰다. 그 뒤에 이 학파는 운동의 가능성과 그와 비슷한 다른 근본적 탐구들을 논박하였다. 이 학파의 작업은 플라톤의 형이상학에 영향을 주었다.

## 철학
엘레아 학파는 감각적 경험의 인식론적 유효함을 거부하고, 대신 진리의 기준을 위한 논리적인 명료성의 기준과 필요성을 취하였다. 이들 중 파르메니데스와 멜리소스는 건전한 전제에서 시작하는 논증을 구축하였으나 반면 제논은 다른 논증의 전제가 모순을 이끈다는 것을 보여 그 논증을 논파하기 위하여 귀류법을 채용하였다.
엘레아 학파의 주된 주장은 주된 물질로 모든 존재를 설명하는 자연주의적 철학자들의 이론과 모든 존재는 끝없는 변화를 보여준다고 선언한 헤라클레이토스의 이론에 반대하면서 발전되었다. 엘레아 학파는 어떤 것에 대한 합당한 설명은 존재의 통일체인 헤노시스의 개념 안에 있다고 주장하였다. 이들의 신조에 따르면 감각은 일관성이 없기 때문에 이 통일체를 인식하지 못하며, "모든 것은 하나"라는 본질적 진리에서 우리는 오직 생각에 의해서만 감각의 잘못된 표상을 뛰어넘어 존재에 대한 지식에 도달한다고 하였다. 더 나아가 존재는 비존재로부터 생성될 수 없으므로 생성은 있을 수 없다고 하였다. 이들은 이 점에 대한 실수가 일반적으로 물리적 존재를 나타내거나 그저 주어와 술어를 연결하는 언어적 계사일 수도 있는 동사 "εἰμί"(영어로 "to be"를 의미)의 애매한 사용에서 발생한다고 주장하였다.

## 같이 보기
- 제논의 역설
- 일원론